# جودي فينتر
جودي فينتر (بالألمانية: Judy Winter)‏ هي ممثلة ألمانية، ولدت في 4 يناير 1944 في بولندا. من الجوائز التي نالتها نيشان الاستحقاق لبرلين.

## جوائز
- نيشان الاستحقاق لبرلين

## وصلات خارجية
- جودي فينتر على موقع IMDb (الإنجليزية)
- جودي فينتر على موقع مونزينجر (الألمانية)
- جودي فينتر على موقع ألو سيني (الفرنسية)
- جودي فينتر على موقع ميوزك برينز (الإنجليزية)
- جودي فينتر على موقع أول موفي (الإنجليزية)
- جودي فينتر على موقع قاعدة بيانات الأفلام السويدية (السويدية)
- جودي فينتر على موقع ديسكوغز (الإنجليزية)
- جودي فينتر على موقع قاعدة بيانات الفيلم (الإنجليزية)
- جودي فينتر على موقع كينوبويسك (الروسية)